# Фукс, Антон (педагог)
Антон Фукс (нем. Anton Fuchs; март 1766, Майнц — 28 марта 1812, Рига) — немецкий педагог и писатель

, автор трудов по математике.

## Биография
Посвятив себя с юных лет изучению математических наук, А. Фукс кроме того занимался ещё историей и правоведением. В 1796 году был назначен публичным нотариусом в Эденкобене в Баварии, но так как должность не соответствовала его наклонностям, то он несколько лет спустя отправился в Россию, где занялся педагогической деятельности в Санкт-Петербурге.
В 1805 году был назначен старшим учителем мореходных наук в Рижском навигационном училище. До этого для подготовки, был за казённый счёт отправлен на год в Копенгаген.

## Избранные сочинений
- «Versuch einer theoretischpraktischen Anschanungslehre der ersten Grundbegriffe der Grössen- und Zablenlehre» (с 5-ю таблицами, Митава, 1808);
- "Le quarré d’une quantité négative est positif; en réponse d’une pièce intitulée: «le quarré d’une quantité négative est négatif et non positif» (Рига, 1811);
- «Abhandlung über die Frage: wie ändern die trigonometrischen Linien nach den verschiedenen Quadraten ihre Zeichen?» (Рига, 1811).